# Ramiz Alia
Ramiz Alia (Scutari, 18 ottobre 1925 – Tirana, 7 ottobre 2011) è stato un politico albanese, presidente della Repubblica Popolare Socialista d'Albania dal 1982 al 1991 e presidente della Repubblica d'Albania dal 1991 al 1992.
Fu inoltre membro del Politburo del Partito del Lavoro d'Albania, dal 1966 al 1991.

## Biografia
Nato da una modesta famiglia proveniente da Scutari (Shkodra in albanese), frequentò una scuola secondaria francese a Tirana. Sebbene alcuni documenti dimostrino che egli aveva aderito ad una organizzazione fascista durante l'occupazione italiana dell'Albania, nel 1943 aderì al Movimento di Liberazione Nazionale e fu commissario politico nelle forze partigiane albanesi. Nel 1944, diciannovenne, fu commissario politico con il grado di luogotenente colonnello in una divisione dell'Esercito Nazionale di Liberazione dell'Albania impegnata con i partigiani di Tito nella liberazione del Kosovo dal controllo dell'Asse.

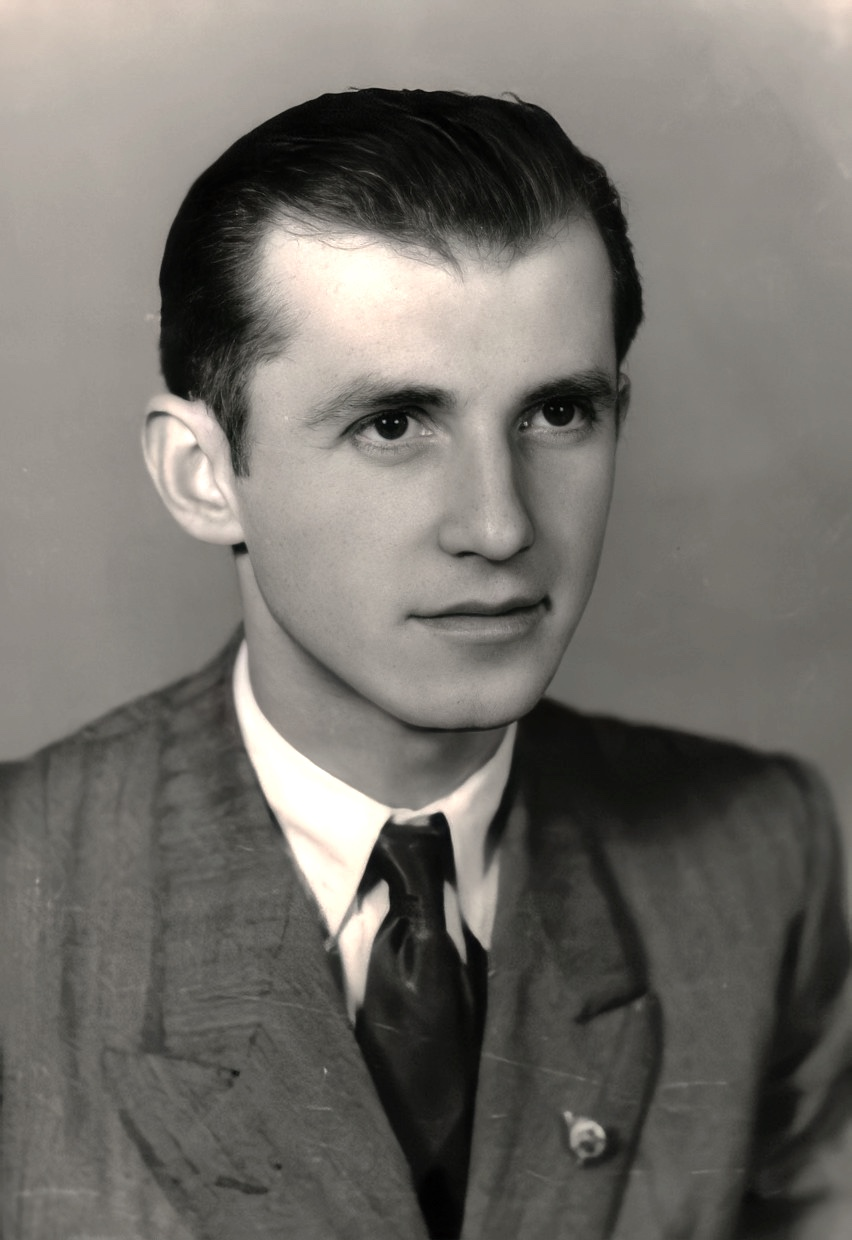
Ramiz Alia nel 1950

Finita la guerra occupò posti dirigenziali nell'organizzazione giovanile del partito e nell'Ufficio Agitazione e Propaganda. Venne eletto nel Comitato centrale del PLA nel 1948. Dal 1949 al 1955 ebbe la direzione generale della Organizzazione dei Giovani Comunisti. Nel 1954 completò gli studi superiori in Unione Sovietica.
Nel 1955 venne nominato ministro dell'Educazione e della Cultura, ruolo che mantenne fino al 1958.
Nominato nel 1956 segretario della Gioventù comunista e membro candidato dell'Ufficio Politico (Politburo) del Comitato Centrale del Partito del Lavoro d'Albania senza diritto di voto, nel novembre 1966 divenne membro effettivo. In qualità di portavoce del partito sulle questioni ideologiche e culturali, ebbe un ruolo di primo piano in duri scontri sul revisionismo jugoslavo, sovietico e cinese. Diresse campagne contro artisti e intellettuali accusati di seguire modelli stranieri, che minacciavano l'indipendenza culturale degli albanesi.
Alla fine degli anni sessanta svolse un importante ruolo nella "Rivoluzione Culturale" albanese fin dal suo inizio. Durante gli ultimi anni della vita di Enver Hoxha, soprattutto in seguito alla scomparsa di Mehmet Shehu nel dicembre 1981, fu chiaro agli osservatori che Alia era la scelta personale di Hoxha per la propria successione. La stampa albanese del periodo aumentò le fotografie dei due uomini, talvolta ripresi in conversazione, talvolta insieme ad incontri pubblici di massa.
Nel 1981 fu segretario del "Comitato Centrale per la propaganda e l'ideologia".
Diventato capo dello stato nel 1982, i mezzi d'informazione gli diedero un crescente spazio, specialmente a partire dalla metà del 1984, quando Enver Hoxha rimase assente dalle manifestazioni pubbliche per alcuni mesi. Durante questo periodo Alia tenne alcuni discorsi importanti e divenne di pubblico dominio il suo ruolo di successore designato di Enver Hoxha.
Dopo la morte di Enver Hoxha (1985) assunse anche la carica di segretario del Partito Comunista Albanese (denominato Partito del Lavoro).
Alia si impegnò nelle pubbliche sedi a mantenere i principi del suo predecessore, ma prendendo il potere diede inizio a una tendenza parzialmente riformista incentrata su un decentramento economico e su incentivi materiali per i lavoratori albanesi. Tuttavia i problemi di sistema che Hoxha aveva lasciato in eredità con la propria politica erano di una natura e dimensione tale da rendere necessaria una attenzione drastica ed immediata, e il tentativo di Alia negli anni 1985-1989 volto a revisionare il sistema fu insufficiente a scongiurare il disastro.
Rieletto alla guida dello Stato dopo le elezioni presidenziali del 1987, avviò una timida apertura politica e nel 1990, contestualmente alla caduta dei regimi comunisti dell'Europa orientale, introdusse il multipartitismo. Eletto nel 1991 alla presidenza della repubblica, si dimise il 3 aprile 1992 dopo la vittoria elettorale del Partito Democratico d'Albania di Sali Berisha. In seguito fu arrestato con l'accusa di corruzione e rilasciato dal carcere nel luglio 1995.
Fu accusato di corruzione e di violazione dei diritti umani da un esponente del partito democratico, Sali Berisha, nel tentativo di toglierlo dalla carica di Presidente della repubblica. Con la vittoria di Berisha fu condannato a nove anni di carcere.

## Opere di Ramiz Alia
- Shpresa dhe Zhgënjime (Aspettative e delusioni), Tirana, 1993.
- Ditari i Burgut (Diario della prigione), Atene, 1998.
- Duke Biseduar për Shqipërinë (Parlando dell'Albania), 2000.
- Jeta Ime (La mia vita), 2000.